# کلیسای جامع مریم مقدس (نیکوزیا)
کلیسای جامع مریم مقدس (انگلیسی: Holy Mother of God Cathedral؛ ارمنی: Սուրբ Աստուածածին Մայր Եկեղեցի) یک کلیسای جامع متعلق به کلیسای حواری ارمنی و اسقف‌نشین قبرس می‌باشد که در خیابان آرمنیا ناحیه استرووولوس در نیکوزیا، قبرس واقع شده‌است. ساخت و ساز این ساختمان در سال ۱۹۷۶ میلادی آغاز و در سال ۱۹۸۱ میلادی به پایان رسید. این بنا به سبک معماری ارمنی طراحی شده‌است.